# Stipeae (Clade I Nuovo Mondo)
Stipeae (Clade I Nuovo Mondo) è una denominazione provvisoria per una sottotribù di piante angiosperme monocotiledoni appartenente alla famiglia Poaceae (o Gramineae, nom. cons.).

## Descrizione

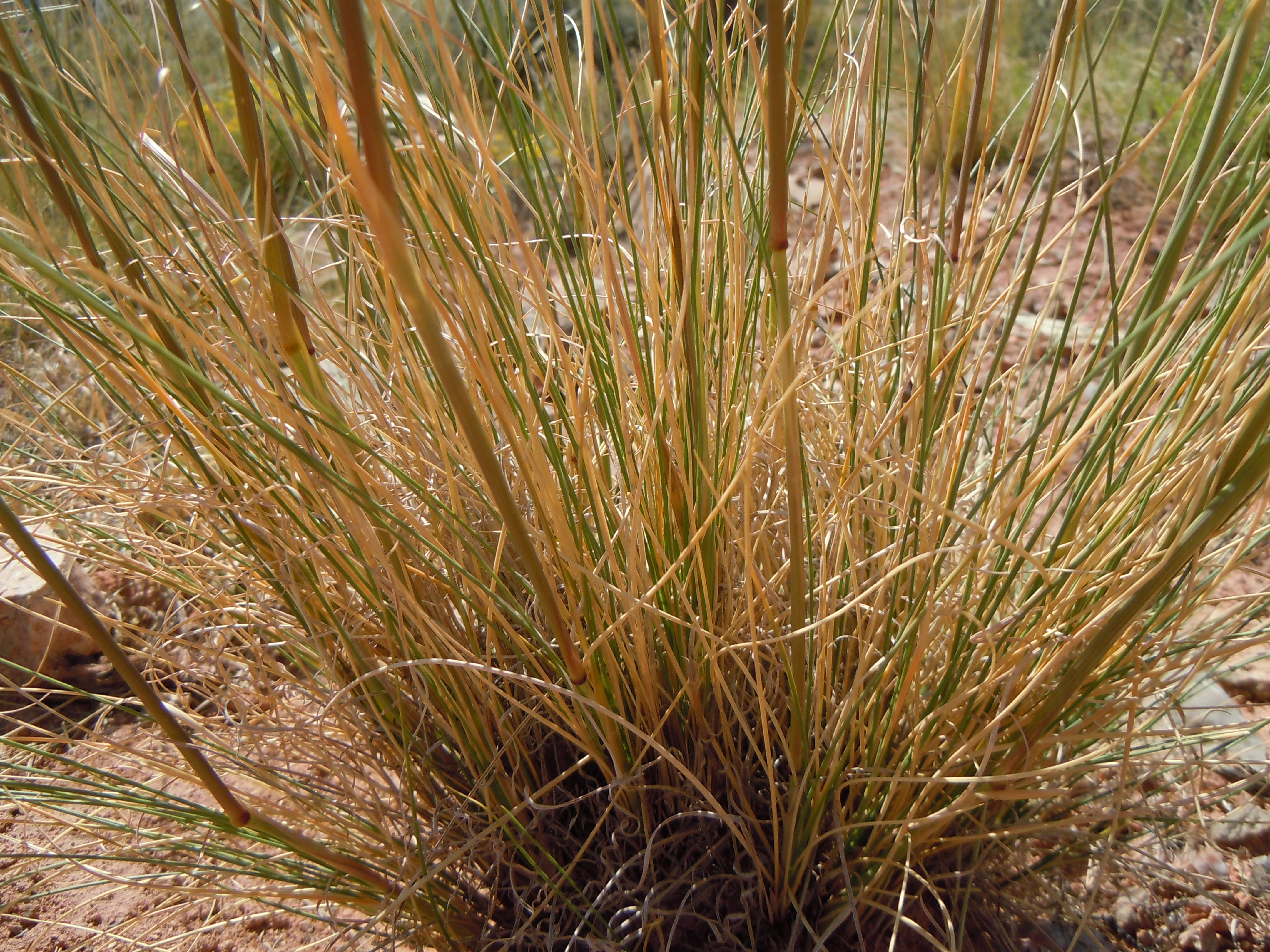
Il portamento
Hesperostipa neomexicana

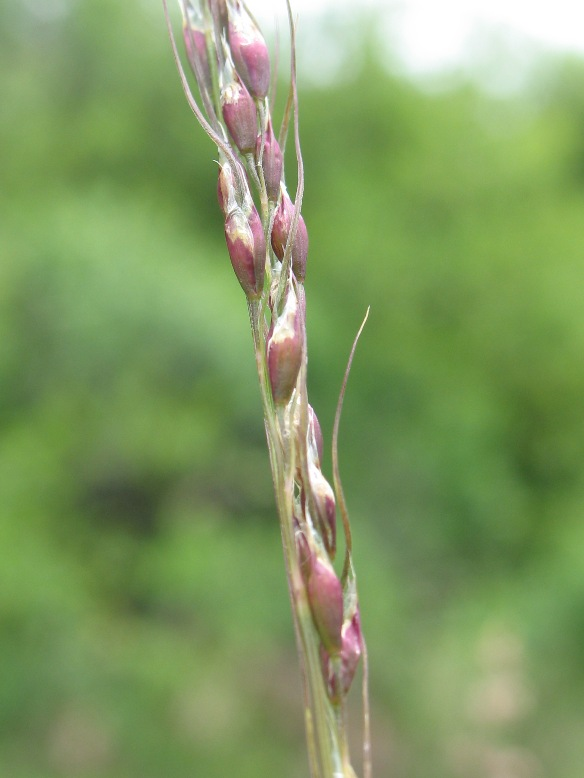
Infiorescenza
Piptochaetium stipoides

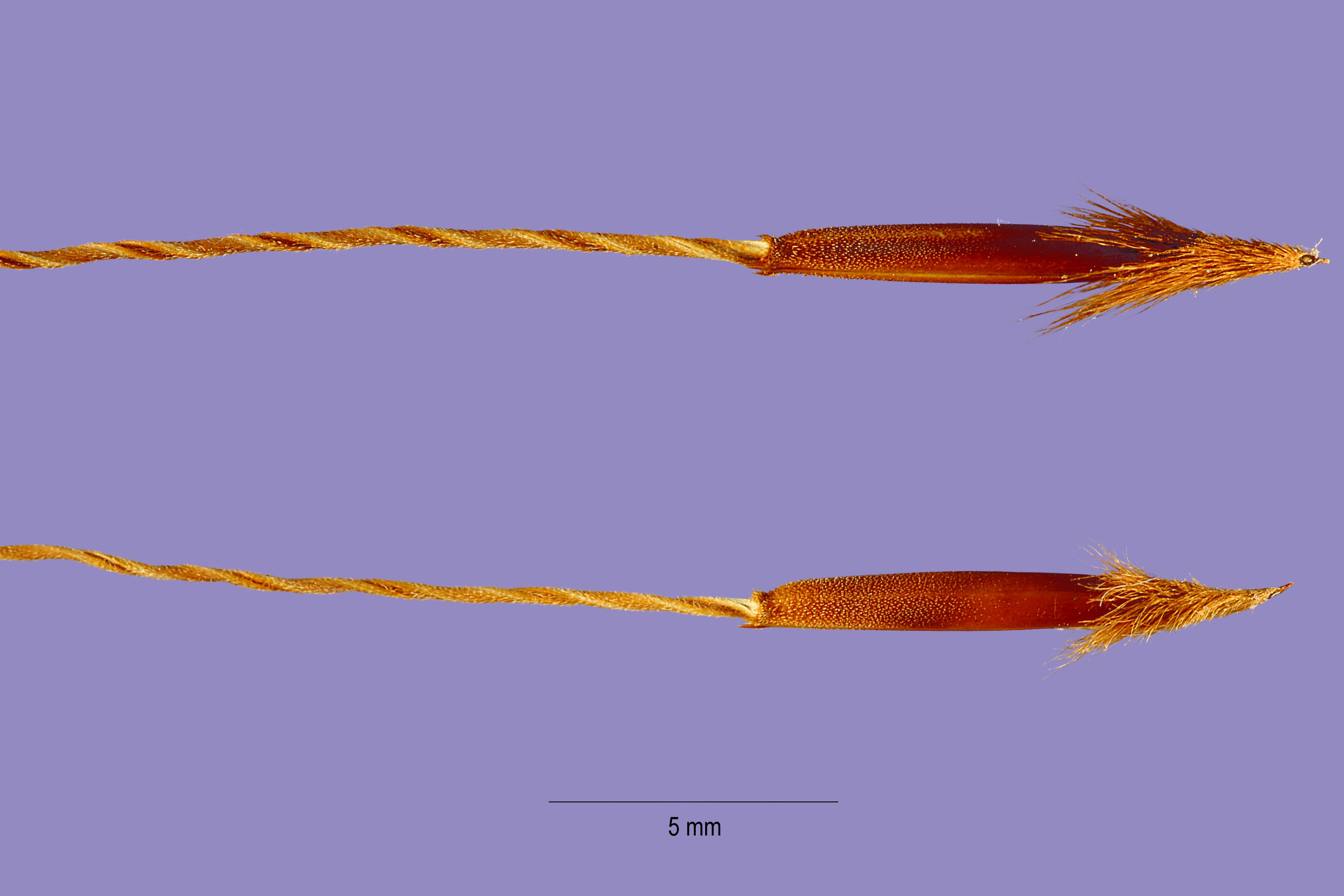
I fiori
Piptochaetium avenaceum

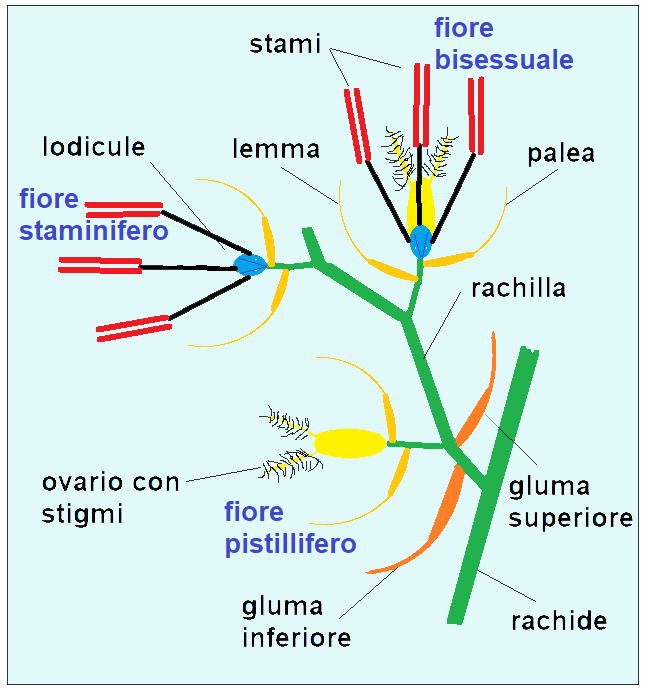
Spighetta generica con tre fiori diversi

- Il portamento delle specie di questo gruppo è perenne, cespitoso con culmi eretti (a volte robusti) o ascendenti e con brevi rizomi. Alcune specie hanno un portamento a cuscino. I culmi sono cavi a sezione più o meno rotonda. In queste piante non sono presenti i micropeli.[1][2][3][4][5][6]
- Le foglie lungo il culmo sono disposte in modo alterno, sono distiche e si originano dai vari nodi. Sono composte da una guaina, una ligula e una lamina. Le venature sono parallelinervie. Non sono presenti i pseudopiccioli e, nell'epidermide delle foglia, le papille.

- Guaina: la guaina è abbracciante il fusto e priva di auricole.
- Ligula: la ligula è membranosa e a volte cigliata o densamente pubescente.
- Lamina: la lamina ha delle forme strette, filiformi o aghiformi con punte acuminate (a volte taglienti). I bordi possono essere sono convoluti.

- Infiorescenza principale (sinfiorescenza o semplicemente spiga): le infiorescenze, ascellari e terminali, in genere non sono ramificate e sono formate da alcune (1 o 2) spighette ed hanno la forma di una pannocchia. La fillotassi dell'inflorescenza inizialmente è a due livelli, anche se le successive ramificazioni la fa apparire a spirale. In Aciachne l'altezza delle infiorescenze non supera il fogliame.
- Infiorescenza secondaria (o spighetta): le spighette, dorsoventralmente compresse o spesso cilindrico-affusolate, sottese da due brattee distiche e strettamente sovrapposte chiamate glume (inferiore e superiore), sono formate da uno o più fiori. Possono essere presenti dei fiori sterili; in questo caso sono in posizione distale rispetto a quelli fertili. I fiori possono avere delle forme cilindriche un po' gibbose oppure affusolate; in Hesperostipa i fiori sono insolitamente grandi (7,5 – 25 mm). Alla base di ogni fiore sono presenti due brattee: la palea e il lemma. La disarticolazione avviene con la rottura della rachilla tra i fiori o sopra le glume persistenti.

- Glume: in Aciachne le glume sono indurite. In Anatherostipa sono cartacee e più lunghe del fiore (in Ortachne sono più corte). In genere le glume sono allungate, appuntite e sottili.
- Plaea: la palea è un profillo con due venature, bordi cigliati o pubescenti. In Aciachne la palea è indurita.
- Lemma: il lemma a volte è pubescente. In Aciachne e in altri generi è indurito (non in Ortachne), altrimenti è coriaceo. All'apice possono essere presenti due lobi.

- I fiori fertili sono attinomorfi formati da 3 verticilli: perianzio ridotto, androceo  e gineceo.

- Formula fiorale:

- , P 2, A (1-)3(-6), G (2–3) supero, cariosside.

- Il perianzio è ridotto e formato da due-tre lodicule, delle squame traslucide, poco visibili (forse relitto di un verticillo di 3 sepali). Le lodicule sono membranose e non vascolarizzate.

- L'androceo è composto da 3 stami ognuno con un breve filamento libero, un'antera sagittata e due teche. Le antere sono basifisse con deiscenza laterale. Il polline è monoporato.

- Il gineceo è composto da 3-(2) carpelli connati formanti un ovario supero. L'ovario, glabro, ha un solo loculo con un solo ovulo subapicale (o quasi basale). L'ovulo è anfitropo e semianatropo e tenuinucellato o crassinucellato. Lo stilo, breve, è unico con due stigmi papillosi e distinti.

- I frutti sono del tipo cariosside, ossia sono dei piccoli chicchi indeiscenti, con forme ovoidali o fusiformi, nei quali il pericarpo è formato da una sottile parete che circonda il singolo seme. In particolare il pericarpo è fuso al seme ed è aderente. L'endocarpo non è indurito e l'ilo è lungo e lineare. L'embrione è piccolo e provvisto di epiblasto ha un solo cotiledone altamente modificato (scutello senza fessura) in posizione laterale. I margini embrionali della foglia non si sovrappongono.

## Biologia
Come gran parte delle Poaceae, le specie di questo genere si riproducono per impollinazione anemogama. Gli stigmi più o meno piumosi sono una caratteristica importante per catturare meglio il polline aereo. 
La dispersione dei semi avviene inizialmente a opera del vento (dispersione anemocora) e una volta giunti a terra grazie all'azione di insetti come le formiche (mirmecoria).

## Distribuzione e habitat
La distribuzione delle specie di questo gruppo è unicamente relativa al Nuovo Mondo.

## Tassonomia
La famiglia delle Poacee comprende circa 800 generi e oltre 9.000 specie. È una delle famiglie più numerose e più importanti del gruppo delle monocotiledoni. La famiglia è suddivisa in 12 sottofamiglie, questo gruppo fa parte della sottofamiglia Pooideae, tribù Stipeae.

### Filogenesi
Questo clade insieme ad altri 6 cladi forma la tribù Stipeae Dumort.. La tribù fa parte della supertribù Stipodae L. Liu, 1980. La supertribù Stipodae è il quarto nodo della sottofamiglia Pooideae ad essersi evoluto (gli altri tre sono la tribù Brachyelytreae, e le supertribù Nardodae e Melicodae). Il clade del "Nuovo Mondo", insieme al clade Eurasiatico, forma un "gruppo fratello". Diversi studi di tipo filogenetico confermano la validità di questo clade (sebbene sia debolmente supportato), mentre il carattere principale di questo gruppo (i lemmi induriti) può essere sinapomorfico, sebbene il carattere scompaia in Anatherostipa e Ortachne.
Sinapomorfie, numeri cromosomici e note:
| Genere          | Sinapomorfie | Numeri cromosomici | Note |
| --------------- | --- | ------------------ | --- |
| Aciachne        | |                    | La monofilia di questo genere non è certa. Aciachne potrebbe derivare da Anatherostipa |
| Anatherostipa   | |                    | Questo genere potrebbe essere parafiletico |
| Hesperostipa    | Il fiore è molto grande; l'apice del lemma è privo di lobi ma con una corona papillosa e cigliata                                                                   | 38, 44 e 46        | La morfologia epidermica del lemma è simile a quella del fossile Berriochloa, dal tardo Miocene |
| Pappostipa      | |                    | Le cellule dell'epidemide dei lemmi hanno pareti diritte, quasi isodiametriche (simili a quelle dei lemmi del quarto clade delle Stipeae). Da un punto di vista filogenetico questo genere potrebbe essere il prodotto di un'antica allopoliploidia. |
| Piptatheropsis  | | 20, 22 e 24        | |
| Piptochaetium   | L'apice del lemma ha la forma di una corona; la palea è solcata e si estende oltre il lemma; i margini di lemma si involvono e si inseriscono nel solco della palea | 28 e 42            | |
| Ptilagrostiella | | 22                 | Questa specie con Piptatheropsis forma un "gruppo fratello"; ma il supporto dei dati è debole. |

Il cladogramma tratto dallo studio citato e semplificato mostra l'attuale conoscenza filogenetica del gruppo botanico di questa voce:
|  | Ptilagrostiella |
|  |                 |
|  | Piptatheropsis  |
|  |                 |

|  | Ortachne   |
|  |            |
|  | Pappostipa |
|  |            |

|  | Ptilagrostiella |
|  |                 |
|  | Piptatheropsis  |
|  |                 |

|  | Ortachne   |
|  |            |
|  | Pappostipa |
|  |            |

|  | Anatherostipa            |
|  |                          |
|  | Lorenzochloa erectifolia |
|  |                          |

|  | Aciachne      |
|  |               |
|  | Anatherostipa |
|  |               |

|  | Anatherostipa            |
|  |                          |
|  | Lorenzochloa erectifolia |
|  |                          |

|  | Aciachne      |
|  |               |
|  | Anatherostipa |
|  |               |

|  | Anatherostipa            |
|  |                          |
|  | Lorenzochloa erectifolia |
|  |                          |

|  | Aciachne      |
|  |               |
|  | Anatherostipa |
|  |               |

|  | Anatherostipa            |
|  |                          |
|  | Lorenzochloa erectifolia |
|  |                          |

|  | Aciachne      |
|  |               |
|  | Anatherostipa |
|  |               |

|  | Anatherostipa            |
|  |                          |
|  | Lorenzochloa erectifolia |
|  |                          |

|  | Aciachne      |
|  |               |
|  | Anatherostipa |
|  |               |

|  | Anatherostipa            |
|  |                          |
|  | Lorenzochloa erectifolia |
|  |                          |

|  | Aciachne      |
|  |               |
|  | Anatherostipa |
|  |               |

|  | Anatherostipa            |
|  |                          |
|  | Lorenzochloa erectifolia |
|  |                          |

|  | Aciachne      |
|  |               |
|  | Anatherostipa |
|  |               |

|  | Anatherostipa            |
|  |                          |
|  | Lorenzochloa erectifolia |
|  |                          |

|  | Aciachne      |
|  |               |
|  | Anatherostipa |
|  |               |

|  | Ptilagrostiella |
|  |                 |
|  | Piptatheropsis  |
|  |                 |

|  | Ortachne   |
|  |            |
|  | Pappostipa |
|  |            |

|  | Ptilagrostiella |
|  |                 |
|  | Piptatheropsis  |
|  |                 |

|  | Ortachne   |
|  |            |
|  | Pappostipa |
|  |            |

|  | Anatherostipa            |
|  |                          |
|  | Lorenzochloa erectifolia |
|  |                          |

|  | Aciachne      |
|  |               |
|  | Anatherostipa |
|  |               |

|  | Anatherostipa            |
|  |                          |
|  | Lorenzochloa erectifolia |
|  |                          |

|  | Aciachne      |
|  |               |
|  | Anatherostipa |
|  |               |

|  | Anatherostipa            |
|  |                          |
|  | Lorenzochloa erectifolia |
|  |                          |

|  | Aciachne      |
|  |               |
|  | Anatherostipa |
|  |               |

|  | Anatherostipa            |
|  |                          |
|  | Lorenzochloa erectifolia |
|  |                          |

|  | Aciachne      |
|  |               |
|  | Anatherostipa |
|  |               |

|  | Anatherostipa            |
|  |                          |
|  | Lorenzochloa erectifolia |
|  |                          |

|  | Aciachne      |
|  |               |
|  | Anatherostipa |
|  |               |

|  | Anatherostipa            |
|  |                          |
|  | Lorenzochloa erectifolia |
|  |                          |

|  | Aciachne      |
|  |               |
|  | Anatherostipa |
|  |               |

|  | Anatherostipa            |
|  |                          |
|  | Lorenzochloa erectifolia |
|  |                          |

|  | Aciachne      |
|  |               |
|  | Anatherostipa |
|  |               |

|  | Anatherostipa            |
|  |                          |
|  | Lorenzochloa erectifolia |
|  |                          |

|  | Aciachne      |
|  |               |
|  | Anatherostipa |
|  |               |

In base a dati diversi sono possibili altre configurazione filogenetiche. In particolare i generi Hesperostipa e Pappostipa potrebbero essersi evoluti successivamente al gruppo principale di questo clade, e più vicini ai generi del quarto clade.

### Generi del clade
Il clade si compone di 7 generi e 91 specie:
| Genere                                                 | Specie     | Distribuzione e habitat                        |
| ------------------------------------------------------ | ---------- | ---------------------------------------------- |
| Aciachne Benth., 1881                                  | 3          | Dalla Costa Rica all'Argentina e Cile.         |
| Anatherostipa (Hack. Ex Kuntze) Penailillo, 1996       | 9          | Nuovo Mondo                                    |
| Hesperostipa (M. K. Elias) Barkworth, 1993             | 5          | Nord America e Messico                         |
| Ortachne Nees ex Steud., 1854                          | 2          | Dalla Costa Rica alle montagne del Sud America |
| Pappostipa (Speg.) Romasch., 2008                      | 31         | Sud America, USA e Messico settentrionale.     |
| Piptatheropsis Romasch., P. M. Peterson & Soreng, 2011 | 5          | Nord America                                   |
| Piptochaetium J. Presl, 1830                           | 35         | Nord e Sud America temperata                   |
| Ptilagrostiella Romasch., P.M.Peterson & Soreng, 2019  | Una specie | Sierra Nevada (California)                     |

Nota: il genere Lorenzochloa Reeder & C. Reeder, 1969 è incluso in Anatherostipa.